# پیتر لوپوس
پیتر لوپوس (انگلیسی: Peter Lupus؛ زادهٔ ۱۷ ژوئن ۱۹۳۲) هنرپیشه و بدنساز اهل آمریکا است.
از فیلم‌ها یا مجموعه‌های تلویزیونی که وی در آن‌ها نقش داشته است می‌توان به مأموریت: غیرممکن اشاره نمود.